# فرودگاه افران
فرودگاه افران (به انگلیسی: Ifrane Airport) یک فرودگاه همگانی است که یک باند فرود آسفالت دارد و طول باند آن ۲۱۰۹ متر است. این فرودگاه در کشور مراکش قرار دارد و در ارتفاع ۱۶۶۴ متری از سطح دریا واقع شده‌است.

## شرکت‌های هواپیمایی و مقصدهای پروازی
| شرکت‌های هواپیمایی       | مقصدهای پروازی                                  |
| ----------------------- | ----------------------------------------------- |
| Royal Air Maroc Express | seasonal: محمد پنجم                             |
| Thomson Airways         | seasonal: اگادیر المسیره، گاتویک (only charter) |